# Valverde de Mérida
Valverde de Mérida là một đô thị trong tỉnh Badajoz, Extremadura, Tây Ban Nha. Theo điều tra dân số 2005 (INE), đô thị này có dân số là 1193 người.
38°54′B 6°13′T / 38,9°B 6,217°T